# كيفن سيبيل
كيفن سيبيل (بالإسبانية: Kevin Sibille)‏ هو لاعب كرة قدم أرجنتيني، ولد في 15 سبتمبر 1998 في بوينس آيرس في الأرجنتين. لعب مع ريفر بليت.

## وصلات خارجية
- كيفن سيبيل على موقع قاعدة بيانات كرة القدم.إي يو (الإنجليزية)
- كيفن سيبيل على موقع Soccerway.com (الإنجليزية)
- كيفن سيبيل على موقع AS.com (الإسبانية)